# Mega-Ampere Spherical Tokamak

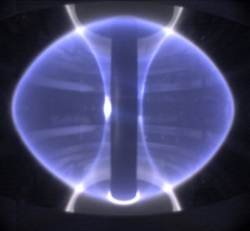
Plasma in MAST

Der Mega-Ampere Spherical Tokamak (MAST) ist eine Forschungseinrichtung für Fusionsexperimente im britischen Wissenschaftszentrum Culham. Die im Rahmen eines von der EU geförderten Projekts durchgeführten Experimente laufen seit 1999. Vorläufer waren die Experimente am Small Tight Aspect Ratio Tokamak (START) von 1991 bis 1998. Zurzeit wird MAST aufgerüstet.
Von normalen Tokamaks (siehe ITER) unterscheiden sich die kompakten „sphärischen“ Tokamaks durch ein größeres Verhältnis von kleinem zu großem Radius des Torus. Erreicht wird das durch einen schlankeren Solenoid und einen gemeinsamen zentralen Leiter für die Toroidalfeldspulen.
Die kompakte Geometrie mit D-förmigem Plasmaquerschnitt führt zu einem stabileren magnetischen Einschluss, was sich in einem höheren Plasmabeta ausdrückt. Erreicht wurde {\displaystyle \beta } = 40 %, während bei klassischen Tokamaks 5 % üblich ist. Entsprechend kleiner und preiswerter kann das Spulensystem ausfallen. Die kompakte Geometrie erhöht aber auch die Belastung der Wand. Im Rahmen des Upgrades erhält MAST einen neuen Divertor, bei dem die vom Rand des Plasmas abgezweigten Teilchen länger bis zur Wand unterwegs sind und einen größeren Teil ihrer Energie in Form thermischer Strahlung, also weniger konzentriert abgeben.
Hauptzielsetzungen der MAST-Experimente sind
- die Durchführung von Studien zur Erzielung eines besseren Verständnisses von Tokamak-Anlagen und zur Verbesserung des ITER-Designs
- die Untersuchung der Möglichkeiten einer sphärischen Tokamak-Anlage zur Energiegewinnung